# Attalea iguadummat
Attalea iguadummat là loài thực vật có hoa thuộc họ Arecaceae. Loài này được de Nevers mô tả khoa học đầu tiên năm 1987.